# Ctenoplusia edora
Ctenoplusia edora là một loài bướm đêm trong họ Noctuidae.